# 博登韦德
博登韦德是德国下萨克森州的一个市镇。总面积28.93平方公里，总人口5546人，其中男性2691人，女性2855人（2011年12月31日），人口密度192人/平方公里。